# Matangini Hazra
Matangini Hazra (Midnapur, 1869 - 29 de setembro de 1942), também conhecida como Gandhi Buri, foi uma revolucionária indiana, que lutou a favor da independência da Índia contra a Coroa britânica. Hoje em dia, é considerada uma mártir para os bengalis.

## Biografia
Nasceu em 1869, na aldeia de Hogla em Midnapur, como Matangini Maity e filha de camponeses humildes. Casou-se aos 12 anos com Trilochan Hazra, e ficou viúva aos 18 anos. Após a morte de seu marido, retornou para sua aldeia natal e passou a fazer trabalhos humanitários à crianças e idosos da localidade.
No ano de 1905, inspirada por Mahatma Gandhi, começou a participar ativamente da luta pela independência da Índia. Nos anos de 1930, passou a ser membro ativo do Congresso Nacional Indiano. No ano de 1932, participou do Movimento do Sal Satyagraha, liderada por Gandhi, onde exigiam que o imposto do sal fosse revogado. Por sua participação no movimento, foi presa. Após a sua breve prisão, Hazra continuou a protestar e foi presa novamente, sendo solta seis meses depois. Em 1933, participou da Marcha pela Liberdade; ao chegar próximo a sacada onde o governador Sir John Anderson estava, rompeu a barreira policial britânica e gritou: "Volte, Laat Sahib". Hazra foi gravemente ferida pela força policial; foi presa e condenada a seis meses de trabalhos forçados.
Faleceu em 29 de setembro de 1942, aos 73 anos, quando foi baleada pela força policial britânica, enquanto liderava uma passeata que reuniu mais de seis mil manifestantes, com o objetivo de tomar a delegacia de polícia de Tamluk das autoridades britânicas.

## Pós morte

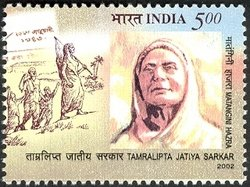
Selo de Matangini Hazra (2002).

Em 1977, para homenagear Hazra, instalaram uma estatua em Calcutá. No ano de 2002, em comemoração do 60º aniversário do Movimento Quit India, o serviço postal criou um selo com sua imagem. O governo fundou a Shahid Matangini Hazra Government College for Women, em 2015. E bairro e ruas receberam o seu nome.